# Clívo

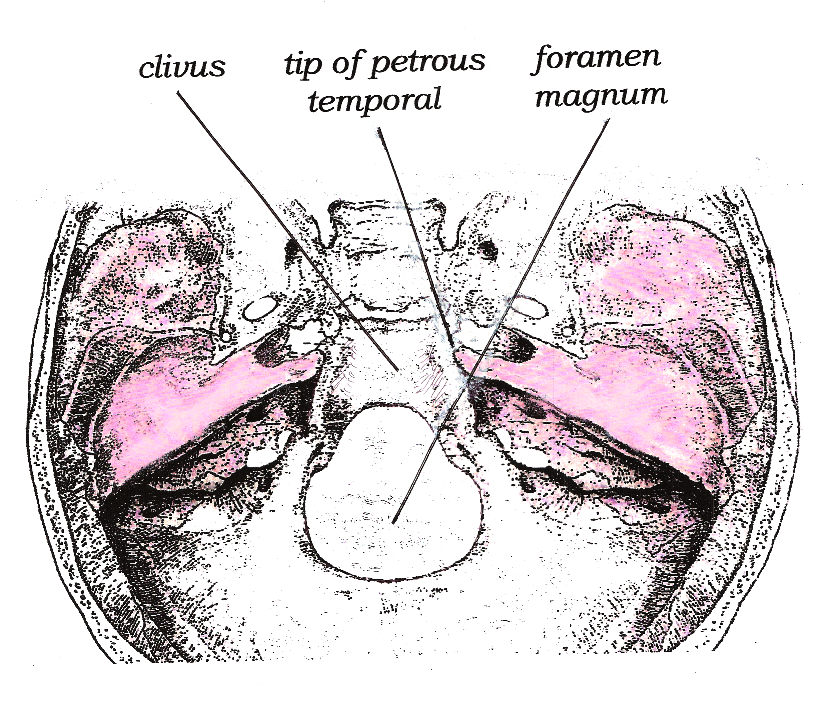
Localização do clivo

Clívo (/ˈklɪvəs/, latim para "inclinação") é uma parte óssea na base do crânio, uma depressão rasa atrás do dorsum sellae. Ele forma um processo de inclinação gradual na porção mais anterior do osso occipital basilar em sua junção com o osso esfenoide. Nos planos axiais, fica logo posterior aos seios esfenoidais. Lateralmente ao clivo está o forame lacerum (a artéria carótida interna atinge a fossa craniana média acima do forame lacerum), proxima à sua anastomose com o círculo de Willis. Posteriormente ao clivo está a artéria basilar.

## Importância clínica
O nervo abducente (VI nervo craniano) segue ao longo do clivo durante seu curso. O aumento da pressão intracraniana pode prender o nervo neste ponto e causar sinais de paralisia. O clivo também é o local do cordoma (um tumor maligno raro).
A cirurgia para lesões envolvendo o clivo e estruturas adjacentes tem sido tradicionalmente abordada por abordagens subfrontais estendidas transbasais, transfaciais anteriores, transtemporais laterais, extremidades laterais e abordagens em estágios. Essas abordagens são limitadas, pois muitas vezes requerem uma remoção extensa do osso e retração do cérebro, ao mesmo tempo que colocam estruturas neurovasculares críticas entre o cirurgião e o local da patologia. Foi proposto que essas limitações são atenuadas por avanços significativos no uso da cirurgia endoscópica endonasal. As abordagens cirúrgicas contemporâneas envolvendo abordagens endoscópicas estendidas para o clivo têm sido cada vez mais descritas por vários grupos e têm se mostrado uma estratégia segura e eficaz para o tratamento cirúrgico de uma variedade de lesões benignas e malignas.